# Samuel Little
Samuel Little (7. července 1940 – 30. prosince 2020) byl americký sériový vrah, který se přiznal k vraždám 93 lidí. Jeho oběťmi byly výhradně ženy. Aktivní byl mezi lety 1970 a 2005. Působil ve státech Kalifornie, Nevada, Arizona, Texas, Louisiana, Arkansas, Illinois, Kentucky, Ohio, Maryland, Tennessee, Georgia, Jižní Karolína a Florida. Jedná se o nejaktivnějšího sériového vraha v historii USA.

## Život
Narodil se 7. června 1940 ve městě Reynolds v Georgii. Matka se o něj nemohla starat, a tak se přestěhoval za babičkou do města Loraine ve státě Ohio. Od 16 let vyrůstal v zařízení pro mladistvé pachatele, ze kterého byl propuštěn ve 21 letech. Poté byl zatčen za vloupání a byl odsouzen na tři roky. Do roku 1975 byl zatčen v jedenácti různých státech. V roce 1984 byl odsouzen na dva roky za únos a napadení Laurie Baaros a napadení neznámé ženy. V roce 1987 zavraždil 9 žen. Byl zatčen v Louisville v Kentucky.
Little měl dlouhodobý vztah s Orelií Dorsey, která byla o 27 let starší. Zemřela v roce 1988 přirozenou smrtí na krvácení do mozku. Little zemřel 30. prosince 2020. Příčina jeho smrti nebyla uvedena, trpěl ale cukrovkou a srdečními problémy.

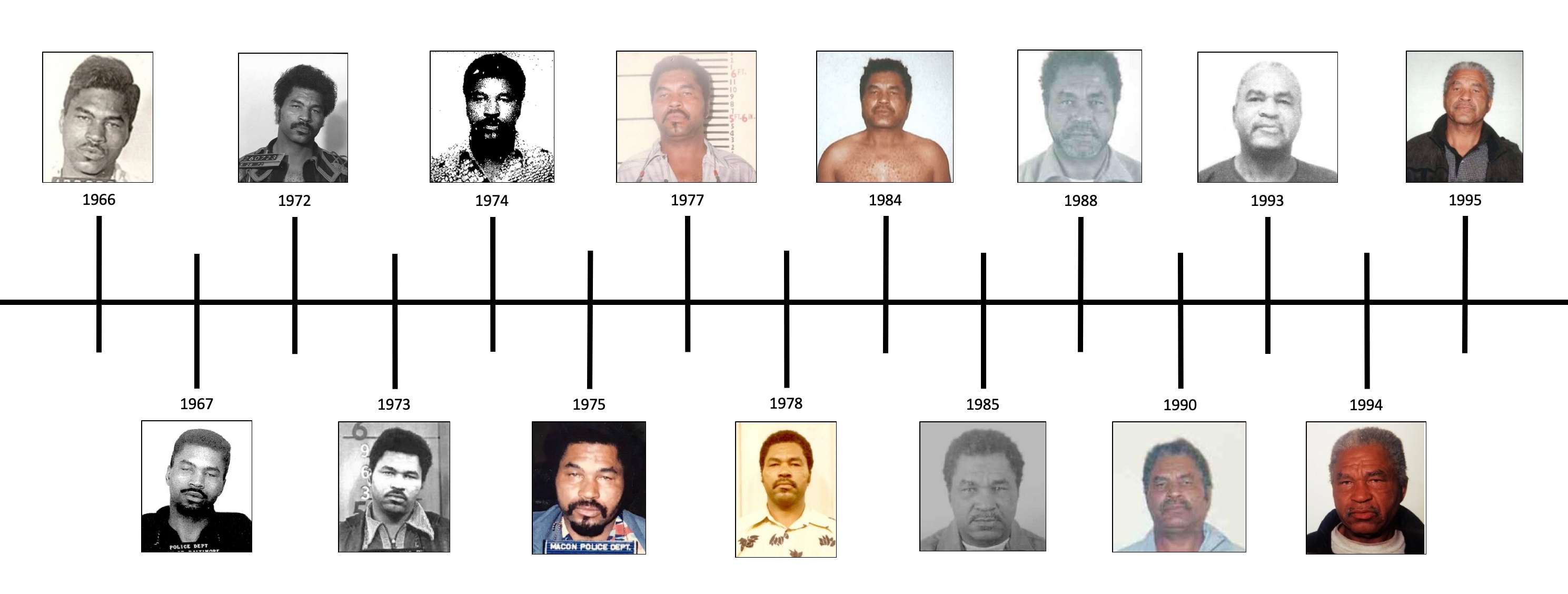
Samuel Little na policejních fotografiích od roku 1966 - 1995

## Oběti
Jedná se o oběti, které Little při výslechu uvedl a byly potvrzeny.
| Datum vraždy          | Jméno oběti            | Lokace                         | Poznámka |
| --------------------- | ---------------------- | ------------------------------ | --- |
| 31. prosince 1970     | Mary Jo Brosley        | Homestead Florida              | Běloška okolo 33 let. Little namaloval její podobu.                                                                                                   |
| 1971                  | "Linda"                | Miami Florida                  | Černoška okolo 22 let. Little namaloval její podobu                                                                                                   |
| 1971                  | "Sarah", "Dona"        | Kendall Florida                | Běloška, pravděpodobně kubánského původu, 25–35 let.                                                                                                  |
| 1971/1972             | Bezejmenná oběť        | Miami Florida                  | Černoška, 18–19 transgender. Zavražděná byla odvezena do Everglades asi 185 metrů od polní cesty.                                                     |
| 1972                  | Bezejmenná oběť        | Miami                          | Černoška, věk 28, pravděpodobně pracovala na základně Homestead Air Reserve.                                                                          |
| 1972                  | Bezejmenná oběť        | okres Prince George’s Maryland | Běloška 20-25 let, pravděpodobně původem z Massachusetts.                                                                                             |
| 1973                  | Bezejmenná oběť        | Kendall Florida                | Běloška okolo 45 let, pravděpodobně z Massachusetts.                                                                                                  |
| 1973                  | Sarah Brown            | New Orleans Louisiana          | Pracovala v místní restauraci v Canal Street. |
| 1974                  | Bezejmenná oběť        | Savannah Georgia               | Okolo 22 let, černoška, Little oběť namaloval. |
| 1974                  | Bezejmenná oběť        | Cincinnati Ohio                | Věk není znám, tělo bylo nalezeno v Columbusu, polcie případ stále vyšetřuje.                                                                         |
| někdy okolo roku 1975 | "Emily"                | Miami Florida                  | Černoška, okolo 23–25 let, pravděpodobně pracovala na Univerzitě Miami.                                                                               |
| 1975                  | Bezejmenná oběť        | Knoxville Tennessee            | Černoška 25 let. |
| 1976–1977             | Bezejmenná oběť        | Wichita Falls Texas            | Věk není znám, poloha těla není známá, dle Littla někde poblíž města Wichita.                                                                         |
| 1976–1979             | "Jo"                   | Granite City Illinois          | Černoška, okolo 26 let, vyzvednuta v St. Louis v Missouri.                                                                                            |
| 1976–1979             | Bezejmenná oběť        | Východní St. Louis. Illinois   | Černoška, pravděpodobně vyzvednuta v St. Louis Missouri.                                                                                              |
| 1976–1979 / 1993      | Bezejmenná oběť        | Houston Texas                  | Černoška, 25-28 let. |
| 1977                  | Yvonne Pless           | Macon Georgia                  | Černoška, případ vyřešen kvůli přiznání Littla. |
| 1977                  | Clara Birdlong         | Pascagoula Mississippi         | Černoška, případ vyřešen kvůli přiznání Littla. |
| 1977/1978             | Bezejmenná oběť        | Cleveland Ohio                 | Černoška, neznámý věk, policie případ stále vyšetřuje.                                                                                                |
| 1977/1978             | Bezejmenná oběť        | Plant City Florida             | Černoška ,neznámý věk, s obětí se seznámila v Clearwater Florida.                                                                                     |
| 1977 nebo 1982        | Bezejmenná oběť        | Charleston Jižní Karolína      | Věk měla okolo 28 let. |
| 1980–1981             | Patricia Parker        | Dade County Georgia            | Černoška, přibližně 30 let. Vyřešeno až kvůli přiznání Littla                                                                                         |
| 1970–1984             | Bezejmenná oběť        | Gulfport, Mississippi          | Černoška věk okolo 22 |
| 1981                  | Bezejmenná oběť        | Atlanta Georgia                | Černoška věk okolo 35–40 |
| 1982                  | Bezejmenná oběť        | New Orleans, Louisiana         | Černoška, věk mezi 30–40 lety. Little odvezl ženu k Little Woods, kde sjel na polní cestu, ženu zde zabil a odtáhl ženu ke kanálu, který byl bagrován |
| 1982                  | Melinda "Mindy" LaPree | Pascagoula, Mississippi        | Běloška, bylo jí 22 a pocházela z New Hampshire |
| 1983–84               | Bezejmenná oběť        | Atlanta Georgia                | Běloška, věk okolo 26, pocházela z Griffin |
| 1984                  | Bezejmenná oběť        | Columbus, Ohio                 | Věk okolo 23–25 let. Je možné, že studovala na univerzitě.                                                                                            |
| 1984                  | Bezejmenná oběť        | San Bernardino Kalifornie      | Černoška, věk okolo 18–23 let |
| 1984                  | Bezejmenná oběť        | Fort Myers, Florida            | Neznámý věk |
| 1984                  | Bezejmenná oběť        | Tampa, Florida                 | Neznámý věk |
| 1984                  | Frances Campbell       | Savannah Georgia               | Little ji dle fotografie dokázal identifikovat po 30 letech.                                                                                          |
| 1987                  | Bezejmenná oběť        | Los Angeles Kalifornie         | Černoška, věk neznámý |
| 1987                  | Bezejmenná oběť        | Los Angeles Kalifornie         | Černoška, věk neznámý |
| 1987                  | Bezejmenná oběť        | Los Angeles Kalifornie         | Černoška, věk neznámý |
| 1987                  | "Babička"              | Los Angeles Kalifornie         | Černoška přibližně 50 let |
| 1987                  | Bezejmenná oběť        | Los Angeles Kalifornie         | Černoška okolo 22 let |
| 1987                  | Bezejmenná oběť        | Los Angeles Kalifornie         | Černoška okolo 26 let. Little nakreslil ve vězení její portrét                                                                                        |
| 13.7.1987             | Carol Alford           | Jižní Los Angeles, Kalifornie  | jedna z obětí, za kterou byl Little souzen |
| Květen 1988           | Linda Bennett          | Owenton Kentucky               | Kavkazkého původu v roce 2022 byla oběť určena díky DNA jako Linda Bennett                                                                            |
| Srpen 1989            | Audrey Nelson          | Los Angeles, Kalifornie        | jedna z obětí, za kterou byl Little souzen |
| 3. září 1989          | Guadalupe Apodaca      | Los Angeles, Kalifornie        | jedna z obětí, za kterou byl Little souzen |
| 6. července 1990      | Priscilla Baxter-Jones | Západní Memphis, Arkansas      | Priscilla Baxter-Jones byla nalezena mrtvá v roce 1990. Dle jejího syna se Little objevoval v přítomnosti matky měsíce před její smrtí.               |
| 1987/ raná 90. léta   | Bezejmenná oběť        | Monroe, Louisiana              | Černoška okolo 24 let. Pravděpodobně z této oblasti.                                                                                                  |
| 1988 nebo 1996        | Bezejmenná oběť        | Phoenix, Arizona               | Hispánka okolo 40 let |
| 11. června 1991       | Alice Denise Duvall    | Los Angeles, Kalifornie        | Černoška, okolo 40–45 let |
| 1991                  | Roberta Tandarich      | Akron, Ohio                    | Běloška pohřešovaná od 1. září 1991. Její tělo bylo nalezeno 30. září 1991                                                                            |
| 1991–1992             | Bezejmenná oběť        | Los Angeles, Kalifornie        | Černoška, věk okolo 22 let, možná původem z San Francisca                                                                                             |
| 1992                  | Bezejmenná oběť        | Los Angeles, Kalifornie        | Černoška, věk není znám |
| 1992–1993             | Bezejmenná oběť        | Los Angeles, Kalifornie        | Černoška |
| 1992–1993             | Bezejmenná oběť        | Los Angeles, Kalifornie        | Černoška, věk není znám. |
| 1992–1993             | Bezejmenná oběť        | North Little Rock, Arkansas    | Hispánka, možná z Pheonixu, věk okolo 25 let |
| 1993                  | "Ruth"                 | Las Vegas, Nevada              | Černoška, 24 roků |
| 1994                  | Jolanda Jones          | Pine Bluff, Arkansas           | Věk 26 let |
| 1994                  | Denise Brothers        | Odesa, Texas                   | Little vraždu přiznal v roce 2018 |
| 1996                  | Bezejmenná oběť        | Los Angeles, Kalifornie        | Černoška, věk přibližně 40 let |
| 1996                  | "T-Money"              | Los Angeles, Kalifornie        | Černoška, věk přibližně 24 let |
| 1996                  | Bezejmenná oběť        | Los Angeles, Kalifornie        | Běloška, věk přibližně 25 let |
| 1996                  | Bezejmenná oběť        | Los Angeles, Kalifornie        | Černoška, věk přibližně 25 let |
| 1997                  | Ann                    | Phoenix, Arizona               | Běloška |

## Soudní proces
V roce 2014 byl Little obviněn z vražd Carol Alford, Audrey Nelson a Guadalupe Apodaca. K usvědčení také přispělo nalezení jeho DNA. Šance, že by DNA patřilo někomu jinému byla 1: 450x1030. Little byl odsouzen ke třem doživotním trestům.

### Přiznání dalších vražd
Little se 9. listopadu 2018 začal přiznávat k dalším vraždám. Stalo se tak na základě dohody o vině a trestu, přijaté aby se vyhnul trestu smrti, který je v některých státech USA stále přípustný. Postupně se přiznal k 90 vraždám. V mnoha případech byl schopen namalovat portréty obětí nebo uvést přesná místa, kde zanechal jejich těla.